# Gilbert Middleton
Sir Gilbert Middleton († nach 26. Januar 1318) war ein englischer Ritter und Rebell.

## Herkunft und Dienst als Ritter des königlichen Haushalts
Gilbert Middleton war ein Sohn seines gleichnamigen Vaters, des Ritters Gilbert of Middleton. Sein Vater war ein jüngerer Sohn von Richard of Middleton, der während der letzten Jahre der Herrschaft von Heinrich III. als königlicher Kanzler gedient hatte. Gilberts Vater starb vor 1291, worauf William of Felton, ein Knappe im Dienst des Königs, Vormund des minderjährigen Gilbert wurde. Als Middleton 1300 volljährig wurde, wurde ihm sein Erbe, wozu ein kleinerer Landbesitz in Northumberland mit jährlichen Einkünften von £ 20 gehörte, übergeben. Als kleiner Landbesitzer aus einer Familie mit starker Bindung an die Krone trat auch Gilbert Middleton in den Dienst des Königs. Bereits 1300 nahm er am Feldzug von Eduard I. nach Schottland teil. Vor 1313 wurde er Angehöriger des königlichen Haushalts und gehörte der Garnison von Berwick an. Dabei geriet er mit Kommandanten der Stadt in Streit, weil er als Angehöriger des königlichen Haushalts dessen Autorität nicht anerkennen wollte. 1315 gehörte er als Ritter des königlichen Haushalts der Garnison von Alnwick an, und 1317 erhielt er noch für Militärdienst in den Scottish Marches Sold in Höhe von über £ 42 für sich und sein Gefolge. 

## Überfall auf den Bischof von Durham und Rebellion

### Überfall auf den Bischof und dessen Begleiter
Am 1. September 1317 überfiel Middleton mit bewaffneten Gefolgsleuten bei Rushyford zwischen Darlington und Durham Louis de Beaumont und sein Gefolge. Beaumont war zum neuen Bischof von Durham ernannt worden, und zusammen mit seinem Bruder Henry de Beaumont war er auf dem Weg zu seiner Bischofsweihe und Inthronisation nach Durham. Zu seinem Gefolge gehörten deshalb auch die Kardinäle Gauscelin de Jean und Luca Fieschi. Die Kardinäle wurden ausgeraubt, doch dann wurden ihnen Pferde gegeben, mit dem sie ihren Weg nach Durham fortsetzen konnten. Louis und Henry Beaumont wurden dagegen nach Mitford Castle gebracht, das unter Middletons Verwaltung stand. Middleton kam selbst auch nach Durham, wo er den Earl of Lancaster in der Kathedrale traf. In Durham gab er den Kardinälen den Großteil ihres geraubten Besitzes zurück. Die beiden Kardinäle konnten ab dem 7. September unter dem persönlichen Schutz von Lancaster zurück nach York, nach anderen Angaben nach Boroughbridge reisen, wo er sie dem König übergab. Louis und Henry Beaumont wurden nach der Zahlung von Lösegeldern vor dem 17. Oktober freigelassen.

### Rebellion, Gefangennahme und Hinrichtung
Nach dem Überfall galt Middleton als Rebell. Er und seine Männer führten weitere Überfälle in der Region, dazu forderte er von der Diözese Durham die Zahlung von 500 Mark als Entschädigung für nicht näher benannte Vorkommnisse. Ihm wurden mindestens 250 Mark gezahlt. Weiter konnte er John de Felton, den Kommandanten von Alnwick Castle gefangen nehmen, um ein Lösegeld zu erpressen. Middleton wurde zunächst von Walter Selby in Northumberland und von Goscelin d’Eyville in North Yorkshire unterstützt, so dass die Gefahr einer größeren Rebellion in Nordengland bestand. Die unorganisierte Rebellion wurde jedoch rasch niedergeschlagen. Mitte Dezember 1317 eroberte William Felton, ein Sohn von Middletons früherem Vormund und ein Verwandter von John de Felton, zusammen mit Rittern aus Northumberland durch eine List Mitford Castle und nahm dabei Middleton gefangen. Er wurde per Schiff nach London gebracht, wo er am 26. Januar 1318 vor dem König wegen Verrats angeklagt wurde. Sein Überfall auf die Kardinäle war der schwerste Angriff auf päpstliche Gesandte im mittelalterlichen England. Der Angriff galt bei seinen Zeitgenossen als abscheuliches Verbrechen, und da Middleton dazu als langjähriger Ritter des königlichen Haushalts das Vertrauen des Königs besessen hatte, wurde er als zweiter englischer Adliger nach Thomas de Turberville als Verräter zum Tod durch Hängen, Ausweiden und Vierteilen verurteilt und wenig später hingerichtet. Die verbliebenen Rebellen wurden Anfang Januar 1318 aufgefordert, sich Robert de Umfraville zu ergeben. Walter Selby flüchtete zunächst nach Schottland, und bis April 1318 war die Revolte endgültig niedergeschlagen.

### Umstrittene Ursachen der Rebellion
Die genauen Ursachen von Middletons Rebellion sind ungeklärt und auch in der neueren Forschung umstritten. Die Ernennung des aus Frankreich stammenden Louis de Beaumont zum Bischof durch Papst Johannes XXII. war höchst umstritten gewesen. Besonders der mächtige Earl of Lancaster, der auch ein politischer Gegner des Königs war, war über Beaumonts Ernennung aufgebracht. Lancaster hatte gehofft, dass sein Kandidat John Kynardsey neuer Bischof würde, und dazu lehnte er Louis de Beaumont ab, der ein Ausländer und dazu ein Bruder des Höflings Henry de Beaumont war, dessen Entfernung vom Königshof Lancaster bereits 1311 vergeblich gefordert hatte. Deshalb gilt nach verschiedenen Angaben Lancaster als wahrscheinlicher Anstifter für Middletons Überfall. Er soll seinen Gefolgsmann John Eure beauftragt haben, die Einsetzung von Beaumont als Bischof zu verhindern, worauf dieser sich an Middleton gewandt hätte. Die schlecht geplante und durch ihre Konsequenzen misslungene Aktion zeigt, wie groß der Hass Lancasters auf die Höflinge am Königshof geworden war. Eine direkte Beteiligung Lancasters kann jedoch nicht belegt werden, und nach anderer Auffassung hatte er in dem Fall nur eine vermittelnde Rolle. Der Überfall müsse deshalb andere Ursachen gehabt haben. Da die beiden Kardinäle auch im Auftrag des Papstes Schottland zu einem Frieden mit England bewegen sollten und dabei ermächtigt waren, notfalls den schottischen König Robert Bruce zu exkommunizieren, könnte auch dieser der eigentliche Anstifter gewesen sein. Auch Robert Sapy, ein Ritter des königlichen Haushalts, der die Temporalien der Diözese Durham verwaltete, könnte ein Interesse gehabt haben, die Einsetzung von Beaumont als Bischof und die Übergabe der Temporalien an ihn zu verzögern. Am 25. April 1317 hatte John Eure, der auch der damalige Verwalter von Mitford Castle war, Sapy zugesichert, dass er dafür sorgen würde, dass Beaumont die Verwaltung der Diözese erst nach Michaelis 1317 übernehmen könne, wenn die Pächter und Vasallen ihre Abgaben bezahlt hatten. Sollte dies dennoch früher erfolgen, versprach Eure Sapy mit 100 Mark zu entschädigen. Nach dem Chronisten Thomas Grey könnte Middleton auch aus Protest gegen die Verhaftung von Adam Swinburne rebelliert haben, der den König für die mangelnde Verteidigung der Scottish Marches scharf kritisiert hatte. Swinburne war allerdings kein Cousin von Middleton, wie Grey angibt, sondern ein weiterer Ritter des königlichen Haushalts. Er befand sich Anfang September 1317 aber tatsächlich in Nottingham in Haft. Auch John Lilburn, ein anderer Ritter des königlichen Haushalts, hatte an dem Überfall auf die Kardinäle teilgenommen. Möglicherweise lag die Ursache der Rebellion nur in der Unzufriedenheit einiger aus Nordengland stammender Ritter mit der königlichen Politik, oder sie war vielleicht nur ein besonders bekanntes Verbrechen zu einer Zeit, in der es in Nordengland  häufig zu Überfällen und Gewalttätigkeiten kam.